# Bolest

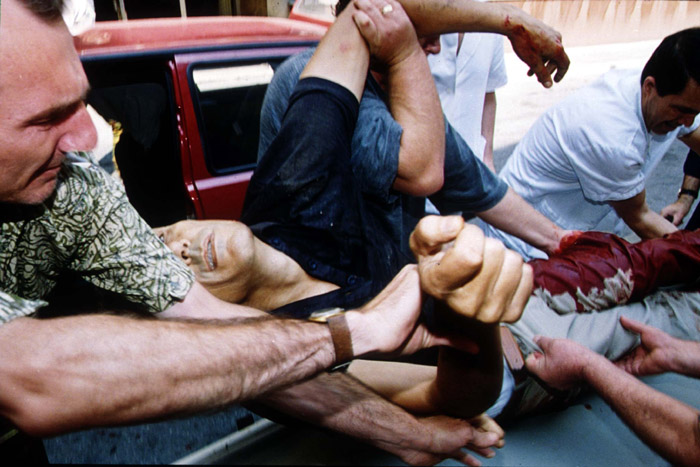
Postřelený člověk vystavený fyzické bolesti

Bolest (latinsky „dolor") je psychický stav či pocit spojený s aktuálním nebo potenciálním poškozováním živé tkáně organizmu. Je to subjektivní pocit, každý ji vnímá jinak. Nejčastěji vzniká v důsledku vlivů ohrožujících existenci nebo celistvost organismu, či jako příznak poruchy průběhu fyziologických procesů. Může mít i čistě psychické příčiny. Má význam pro ochranu organismu před poškozením, neboť upozorňuje, že k poškozování dochází nebo by v nejbližší době mohlo dojít. Je stimulem pro obranné reakce zaměřené na odstranění vnějších nebo vnitřních podnětů, které ji vyvolaly. Lékařská disciplína, která se bolestí zabývá, se nazývá algeziologie.

## Fyziologie bolesti
Pocity bolesti vznikají v centrálním nervovém systému v nociceptorech kůže nebo ve vnitřních orgánech, od nichž se impulzy dostávají do mozku. Reakce na bolest představuje nejniternější a nejsilnější nepodmíněnou reakci organismu.

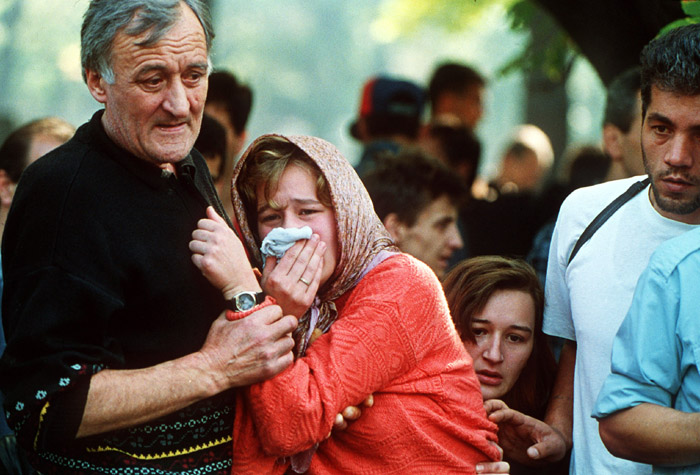
Osoby během občanské války v Bosně a Hercegovině plačící nad ztrátou blízké osoby

## Psychické hledisko
Z psychického hlediska má trvání bolesti ubíjející a deprimující charakter, který někdy přechází až v utrpení. Ač bývá setkání s bolestí různorodé co do zdrojů a projevů, bolest bývá v podstatném stejná.
Vnímání bolesti je důležité k přiměřenému chování jedince: bez strachu z bolesti může jedinec trpět častými úrazy. Necitlivost na bolest (např. vrozená) je deprimující extrém.
Bolest bývá rozlišována na fyzickou a duševní, tyto jsou chápány jako odlišné (což je na jednu stranu správné), avšak oba typy bolesti jsou navzájem propojené. I duševní bolest postihuje fyzicky – např. sevřeným hrdlem, zhoršeným dechem, třesem a dalšími příznaky.[zdroj?]

## Typy bolesti

### Akutní bolest
Akutní bolest je bolest, která vzniká náhle. Její trvání je krátkodobé, řádově hodiny až dny, maximálně však 3 – 6 měsíců. Je nečekaná a přichází bez varovných příznaků. Projevuje se zvýšeným krevním tlakem, zrychlením pulsu a dýchání. Patří k ní i zvýšené pocení a rozšíření zornic.
Akutní bolest dobře reaguje na léčbu analgetiky (léky proti bolesti), které se mají podávat v dostatečně vysokých dávkách. Při špatné a nedostačující léčbě akutní bolesti se může z malé bolesti stát téměř nesnesitelná chronická bolest.

### Subakutní bolest
Jde o mezistupeň mezi akutní a chronickou bolestí, trvá cca 3 měsíce.

### Chronická bolest
Chronická bolest nemá na rozdíl od akutní bolesti funkci varovného signálu. Sama se stává nemocí a její mírnění je tak vlastním cílem léčby.

#### Časté příznaky chronické bolesti
- její trvání je delší než 3 – 6 měsíců
- je spojena s psychickými změnami (deprese, hypochondrie)
- nemusí mít jasnou příčinu
- je spojena s poruchami spánku, nechutenstvím
- hůře reaguje na léčbu analgetiky

Léčba chronické bolesti spadá do rukou lékaře – odborníka. Ten se zajímá o charakter bolesti, doprovodné příznaky i dosavadní léčebné pokusy. Poté sestavuje optimální léčebný plán.

#### Dělení bolesti podle intenzity
1 – nenarušuje denní činnosti
2 – narušuje běžný den, ale člověk dokáže na bolest zapomenout
3 – narušuje běžný den, nesoustředěnost, nespavost
4 – bourá schopnost člověka chovat se normálně
0 – žádná
1 – malá, mírná
2 – střední
3 – velká
4 – nesnesitelná

## Léčba bolesti

### Farmakologické tlumení bolesti
Představuje používání léků proti bolesti ve formě tablet. Nepřebernou rozmanitost volně prodejných a běžně předepisovaných léků proti bolesti lze rozdělit do tří skupin:

#### 1. Nesteroidní antirevmatika
Nesteroidní antirevmatika potlačují rozvoj zánětu a tlumící bolesti. Název této skupiny léků vychází z hlavní možnosti léčebného využití, tj. proti revmatickým onemocněním. Patří sem známý ibuprofen (preparát Brufen), diclofenac, kyselina acetylsalicylová (Aspirin, Acylpyrin) a mnoho dalších. Všeobecná obliba a široká dostupnost těchto léků vede k jejich nadměrné spotřebě. Dlouhodobé užívání ibuprofenu při bolestech hlavy, zad, nebo kloubů, mohou vést k vážným zdravotním komplikacím v podobě vředové choroby žaludku a dvanáctníku, poškození činnosti ledvin atd. Při dlouhodobém užívání, byť volně prodejných léků, je na místě konzultace s lékařem.

#### 2. Opioidy
Významná skupina látek potlačujících i silné bolesti. Význam i nebezpečí opiátů (lépe používat termín opioidy) znaly již staré civilizace. Opioidy jsou vyráběny z máku a obsahují látky schopné vázat se v těle na opioidní receptor, zásadní pro vnímání bolesti. Množství dostupných látek a lékových forem opioidů (náplasti, tablety, injekce) je v 21. století velké. Vznik psychické závislosti při odborně vedené léčbě nehrozí, nežádoucí účinky jsou spíše nevolnost a zácpa.

#### 3. Podpůrné léky
Léky proti bolesti je dobré kombinovat s léky proti depresi (antidepresiva), či úzkosti (anxilolytika)[zdroj?]. Strach a pokleslá nálada zesilují vnímání bolesti. Podávání antidepresiv tak výrazně zvyšuje efekt léčby a umožní snížení dávek analgetik.

### Mechanické přerušení dráhy vedoucí bolest
Přístupy léčby dlouhodobé bolesti zahrnují i operace a další invazivní zákroky. K těmto možnostem se lékaři přiklánějí až po selhání ostatních možností léčby. Možnosti chirurgických zákroků jsou široké, od operací míchy až po použití gama nože.
Alternativní metody boje proti bolesti představují akupunktura a akupresura. Akupunktura pracuje s působením na cca 2000 bodech lidského těla. Do těchto bodů jsou vpichovány dlouhé nerezové jehly. Obvykle se zavádí 5 až 20 jehel, které se nechají působit několik desítek minut. Ze stejného principu vychází i akupresura, při níž se používá místo jehel tlak na tkáň. Poměrně dobrý efekt je u těchto metod sledován zejména při bolestech hlavy a bolestech krční páteře. Akupunktura a akupresura však slouží i k ovlivnění jiných bolestí.
Současná medicína poskytuje mnoho způsobů tišení bolesti. Umožňuje tak lékařům zvolit u pacientů individuální léčbu.
Podpůrná léčba bolesti
Podpůrná léčba bolesti může dobře doplnit farmakologickou léčbu. Jedná se např. o psychoterapii, hypnózu, fyzikální terapii (terapeutický ultrazvuk, magnetoterapii, vodoléčbu).

## Bolest v literatuře
V Goethově románu Utrpení mladého Werthera přesáhla bolest určitou hranici a vedla k sebevraždě.
Karel Hynek Mácha v díle Máj popisuje bolest Viléma. Tam „řinčí řetězů hřmot“ jeho pout, zavřen v temnotě mezi čtyřmi stěnami, na rukou a nohou pouta. A ve chvílích bez bolesti, zapomenuv na vše prožívá libé zvuky lesní trouby, krásu všeho kolem.